# Orjol
Orjol (russisch Орёл [ʌˈrʲoɫ], wörtlich „Adler“; dt. manchmal auch Orel) ist eine russische Stadt in der Oblast Orjol in Zentralrussland. Orjol liegt an der Oka, rund 350 km südwestlich von Moskau. Heute ist Orjol Verwaltungszentrum der gleichnamigen Oblast und hat 289.500 Einwohner (Stand 2025).
|                       | Jan   | Feb   | Mär  | Apr  | Mai  | Jun  | Jul  | Aug  | Sep  | Okt | Nov  | Dez  |   |     |
| Mittl. Tagesmax. (°C) | −5,8  | −4,5  | 0,4  | 10,7 | 18,5 | 21,9 | 23,3 | 22,1 | 16,7 | 9,3 | 1,5  | −3,0 | ⌀ | 9,3 |
| Mittl. Tagesmin. (°C) | −12,0 | −11,0 | −6,3 | 1,8  | 7,8  | 11,5 | 13,0 | 11,7 | 7,1  | 2,1 | −3,3 | −8,5 | ⌀ | 1,2 |
|                       |       |       |      |      |      |      |      |      |      |     |      |      |   |     |
| Niederschlag (mm)     | 36    | 29    | 34   | 42   | 51   | 73   | 81   | 63   | 52   | 42  | 48   | 51   | Σ | 602 |
|                       |       |       |      |      |      |      |      |      |      |     |      |      |   |     |
| Regentage (d)         | 9     | 7     | 8    | 8    | 8    | 10   | 10   | 9    | 9    | 8   | 10   | 11   | Σ | 107 |

| −12,0 |

| −11,0 |

| −6,3 |

| 1,8 |

| 7,8 |

| 11,5 |

| 13,0 |

| 11,7 |

| 7,1 |

| 2,1 |

| −3,3 |

| −8,5 |

| −12,0 |

| −11,0 |

| −6,3 |

| 1,8 |

| 7,8 |

| 11,5 |

| 13,0 |

| 11,7 |

| 7,1 |

| 2,1 |

| −3,3 |

| −8,5 |

## Geschichte
Die Stadt wurde 1566 als Festung an der damaligen Südgrenze des Moskauer Reiches gegründet. 1611 wurde sie während des Polnisch-Russischen Krieges von den Polen verwüstet und wiederaufgebaut. Mit dem Wachsen des russischen Reiches verlor die Festung ihre Bedeutung.
Die Stadt Orjol, die inmitten des fruchtbaren Schwarzerdegebietes liegt, wandelte sich mit dem Bedeutungsverlust als Festung zu einem Zentrum des Getreideanbaus. Im 19. Jahrhundert wurden Eisenbahnen und Straßen errichtet, und Orjol versorgte Moskau mit Weizen und Mehl. Die Industrialisierung setzte erst in der Sowjetepoche ein.
Das 1840 erbaute Zentralgefängnis von Orjol war eine der bedeutendsten Haftstätten im zaristischen Russland.
Im Zweiten Weltkrieg eroberte die Wehrmacht Orjol Ende September 1941. Das Zentralgefängnis diente als deutsches Konzentrationslager. Unter deutscher Besatzung wurde die Stadt evtl. infolge falscher Transkription mit dem Namen Orel bezeichnet. Am 5. August 1943 befreite die Rote Armee die Stadt in der Orjoler Operation. Im Rahmen der Taktik der Verbrannten Erde ist die Stadt Orjol beim Rückzug der deutschen Truppen vollständig zerstört worden. Ein britischer Reporter berichtete:

„Die Provinz Orjol ist nur noch ein rauchender und explodierender Trümmerhaufen […] Orjol [ist] nach dem Rückzug einfach nicht mehr da.“

Danach bestanden in der Stadt die beiden Kriegsgefangenenlager 263 und 406, Orel, für deutsche Kriegsgefangene des Zweiten Weltkriegs. Nach 1945 wurden weitere Industriebetriebe wie ein Stahlwerk und feinmechanische Industrien gegründet.
Im Russisch-Ukrainischen Krieg brannte ab der Nacht 11./12. März 2024 ein Treibstofflager eines Treibstoff- und Energiekomplexes nach Drohnenbeschuss.

### Bevölkerungsentwicklung
| Jahr | Einwohner |
| ---- | --------- |
| 1897 | 69.735    |
| 1939 | 110.564   |
| 1959 | 151.521   |
| 1970 | 232.216   |
| 1979 | 304.971   |
| 1989 | 336.862   |
| 2002 | 333.310   |
| 2010 | 317.747   |

Anmerkung: Volkszählungsdaten

## Stadtgliederung
| Stadtrajon (Gorodskoi Rajon) | Russischer Name | Einwohner 1. Januar 2006 | Bemerkung                               |
| ---------------------------- | --------------- | ------------------------ | --------------------------------------- |
| Sawodskoi                    | Заводской       | 105.368                  | Name von Sawod (Werk)                   |
| Schelesnodoroschny           | Железнодорожный | 69.052                   | Name von Schelesnaja Doroga (Eisenbahn) |
| Sewerny                      | Северный        | 66.558                   | Name bedeutet Nördlicher Rajon          |
| Sowetski                     | Советский       | 84.967                   | Name bedeutet Sowjetischer Rajon        |

Quelle:

## Politik
Bei der Präsidentschaftswahl in Russland 2012 stimmten die Orjoler wie folgt ab:
| Kandidat              | Schelesnodoroschny-Rajon | Sawodskoi-Rajon | Sowetski-Rajon |
| --------------------- | ------------------------ | --------------- | -------------- |
| Wladimir Putin        | 45,49 %                  | 45,4 %          | 47,17 %        |
| Gennadi Sjuganow      | 32,7 %                   | 33,18 %         | 30,62 %        |
| Michail Prochorow     | 8,75 %                   | 8,68 %          | 9,76 %         |
| Wladimir Schirinowski | 7,8 %                    | 7,55 %          | 7,01 %         |
| Sergei Mironow        | 4,02 %                   | 3,99 %          | 4,16 %         |

## Wirtschaft
Die Stadt ist ein Standort der Metallindustrie und des Maschinenbaus sowie der Nahrungsmittelindustrie. Die Region ist geprägt durch Viehzucht und Milchwirtschaft. Daneben ist auch die Landwirtschaft von Bedeutung, da Orjol in der fruchtbaren Schwarzerderegion liegt.

## Verkehr
Orjol ist mit der russischen Hauptstadt Moskau über die Fernstraße M2 Krym verbunden. Gleichzeitig ist die Stadt Ausgangspunkt der Abzweigung R120, die in nordwestlicher Richtung über Brjansk und Smolensk zur belarussischen Grenze führt. Ebenfalls hier beginnen die R92, die die Stadt mit Kaluga verbindet, sowie die R119, die in Zentralrussland über Lipezk nach Tambow verläuft.

## Kultur
In Orjol befindet sich das Museum für Bildende Künste Orjol.

## Weiterführende Bildungseinrichtungen
- Staatliche Universitäten

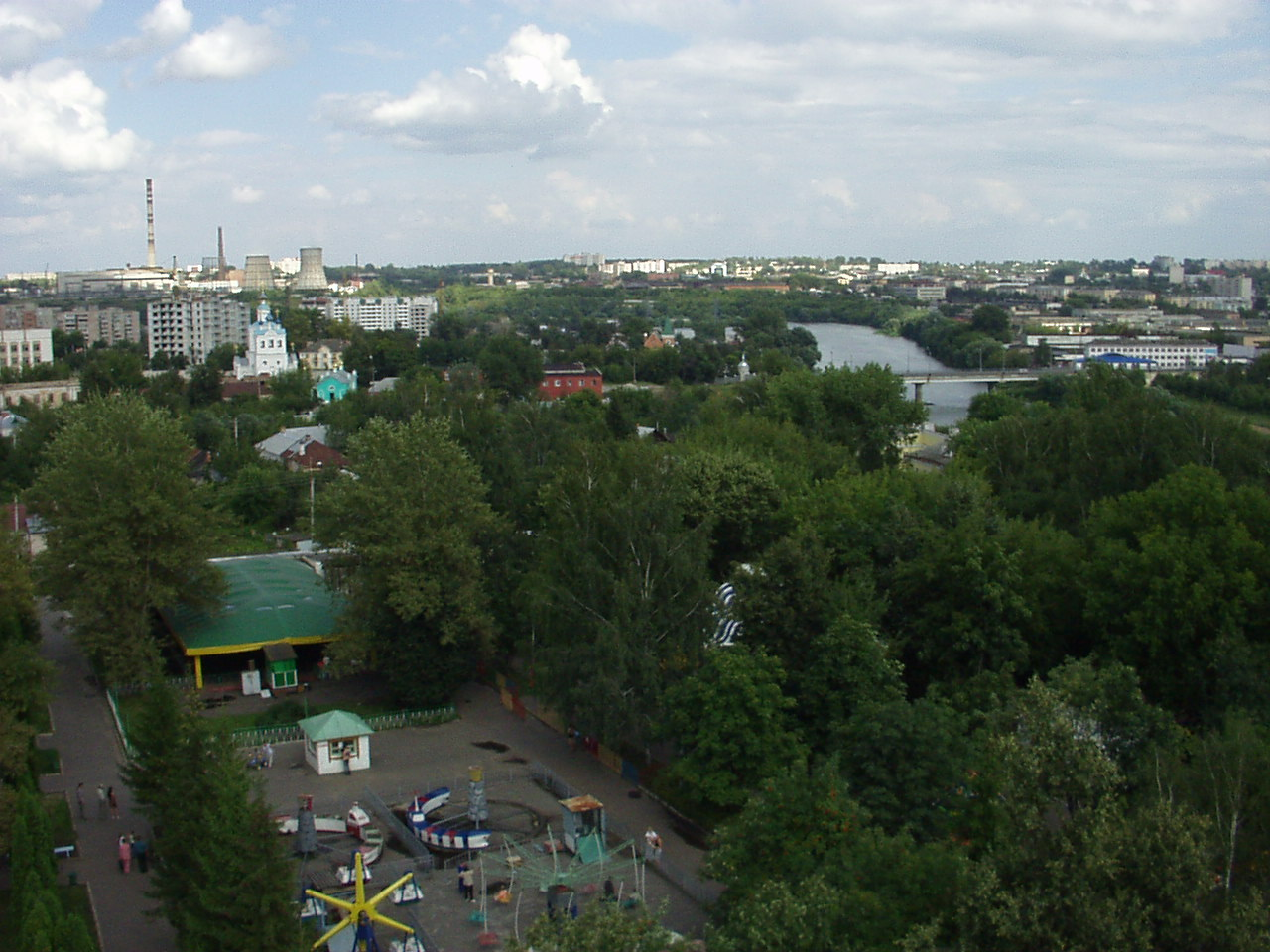
Blick auf die Stadt von einem Riesenrad

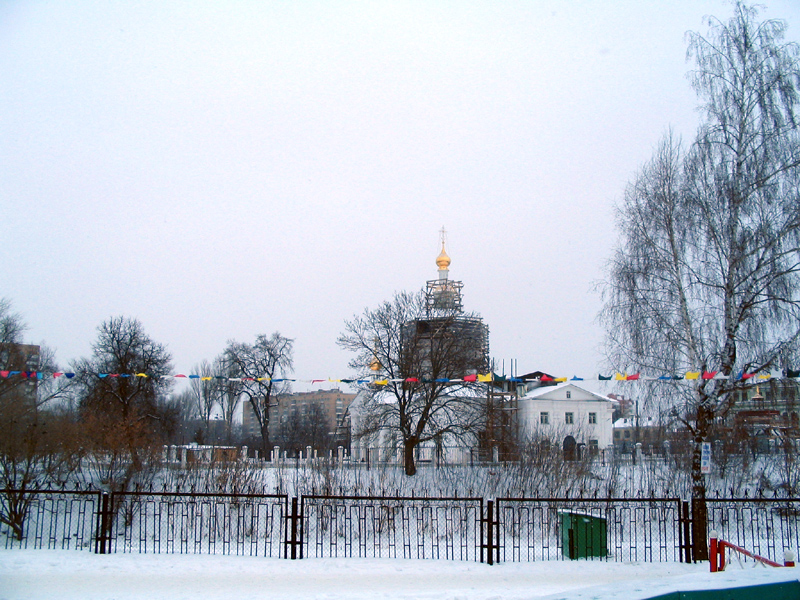
Orjol im Winter

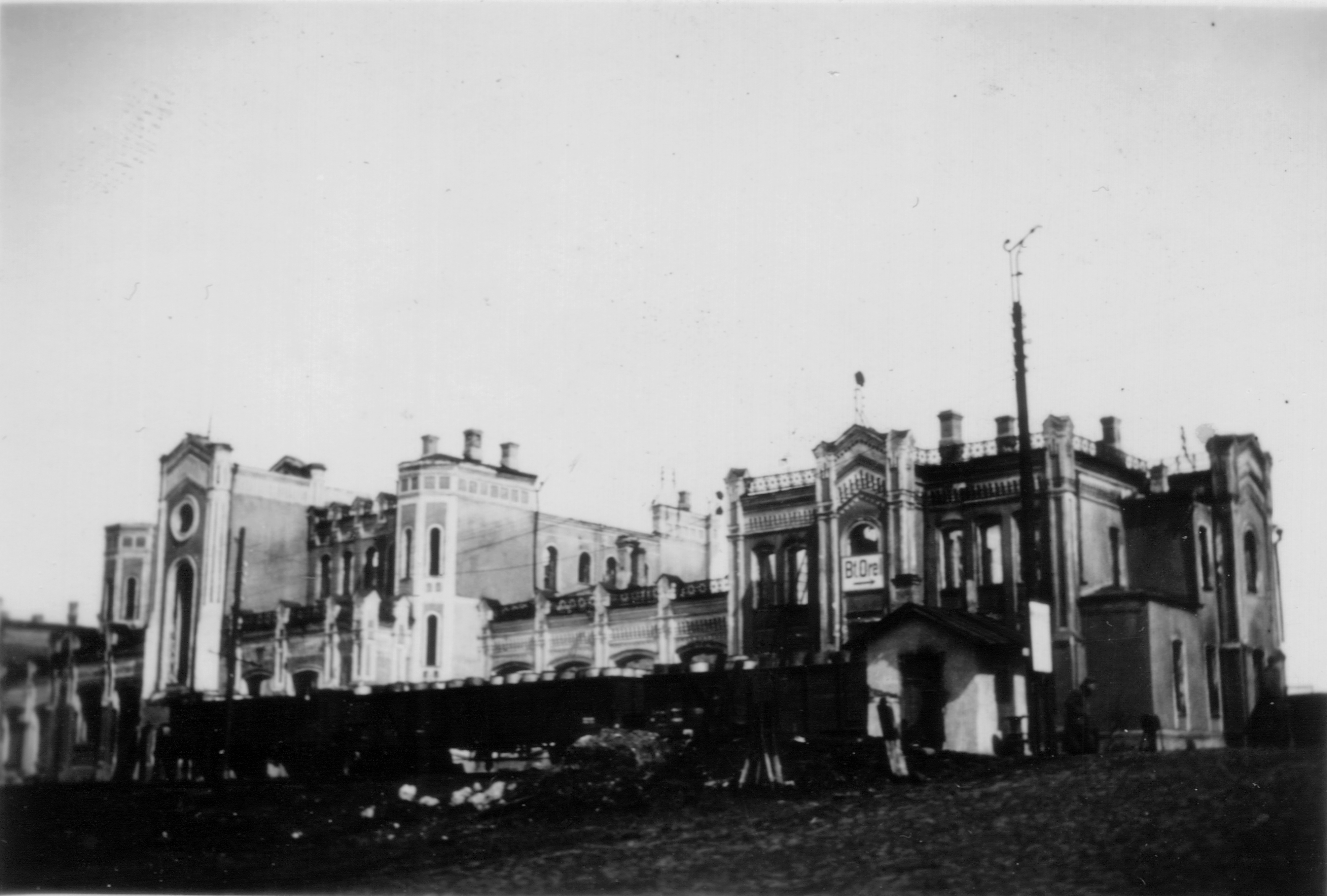
Bahnhof von Orjol im September 1941

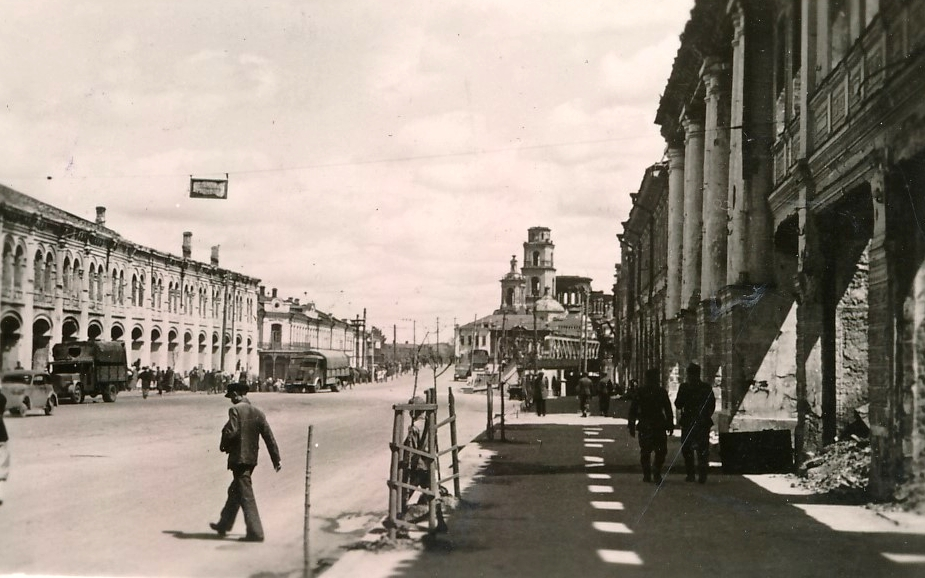
Innenstadt von Orjol im September 1941

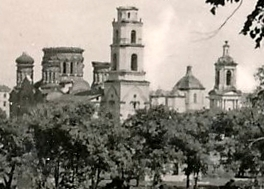
Beschädigte Kulturdenkmäler in Orjol im September 1941

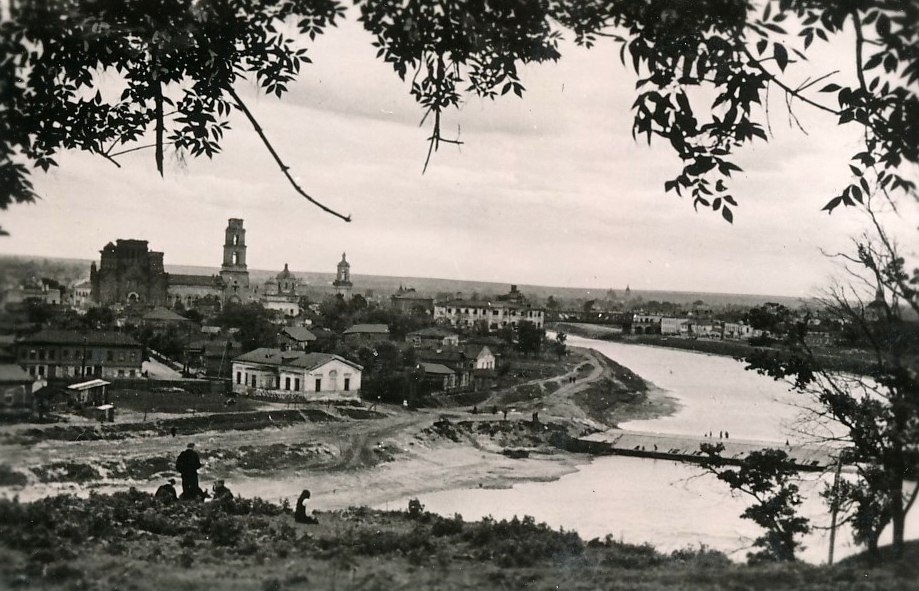
Untere Stadtteile von Orjol am Ufer der Oka im September 1941

  - Staatliche Universität Orjol (seit 2014 Orjoler Staatliche Turgenjew-Universität)
  - Staatliche Technische Universität Orjol (2016 vereinigt mit der Orjoler Staatlichen Turgenew-Universität)
  - Staatliche Landwirtschaftliche Akademie Orjol
  - Staatliche Universität für Wirtschaft und Handel Orjol[8]
- Sonstige Hochschulen und Institute
  - Fakultät des Allrussischen Ferninstituts für Finanzen und Ökonomie
  - Handelsinstitut Orjol
  - Juristisches Institut Orjol des Innenministeriums Russlands
  - Militärinstitut für Regierungsfernmeldewesen
  - Regionalakademie für Staatsdienst Orjol
  - Staatliches Institut für Kunst und Kultur Orjol

## Persönlichkeiten

### Söhne und Töchter der Stadt
- Timofei Granowski (1813–1855), Historiker
- Iwan Turgenew (1818–1883), Schriftsteller und Schachspieler
- Andrei Sajontschkowski (1862–1926), Militärliterat und General der Infanterie im Ersten Weltkrieg
- Pawel Sternberg (1865–1920), Astronom und kommunistischer Revolutionär
- Artur Loleit (1868–1933), Bauingenieur, Architekt und Hochschullehrer
- Adolf Eichler (1869–1911), deutsch-russischer Architekt
- Leonid Andrejew (1871–1919), Schriftsteller
- Iwan Fomin (1872–1936), Architekt
- Josef Lhévinne (1874–1944), russisch-US-amerikanischer Pianist
- Wladimir Russanow (1875–1913), Polarforscher und Geologe
- Arthur Luther, auch Artur Ljuter (1876–1955), deutscher Literaturwissenschaftler, Bibliothekar und Dolmetscher
- Nadeschda Udalzowa (1886–1961), Malerin
- Michail Bontsch-Brujewitsch (1888–1940), Radiotechniker
- Leonid Kochanski (1893–1980), Pianist und Musikpädagoge
- Michail Bachtin (1895–1975), Philosoph, Literaturwissenschaftler und Kunsttheoretiker
- Konstantin Žadkevič (1910–1944), Widerstandskämpfer gegen den Nationalsozialismus
- Sergei Alexejew (1924–2013), Jurist, Staatsrechtler und Hochschullehrer
- Boris Tschirikow (1928–2008), Physiker
- Alexei Nowikow (1931–2024), nonkonformistischer Maler und Bildhauer
- Nikolai Bordjuscha (* 1949), Politiker und Diplomat
- Sacha Bourdo (* 1962), französischer Schauspieler
- Olga Pilipenko (* 1966), Maschinenbauingenieurin, Hochschullehrerin und Politikerin
- Sergei Kirjakow (* 1970), Fußballspieler
- Konstantin Kubyschkin (* 1974), Bildhauer
- Aleksi Sanotschkin (* 1975), russisch-orthodoxer Bischof
- Tatjana Lewina (* 1977), Sprinterin
- Filipp Jegorow (* 1978), Bobfahrer
- Denis Menschow (* 1978), Radrennfahrer
- Alexander Mironow (* 1984), Radrennfahrer
- Denis Boizow (* 1986), Boxer
- Alexander Selichow (* 1994), Fußballtorwart
- Ilja Gaponow (* 1997), Fußballspieler
- Kirill Klimow (* 2001), Fußballspieler

### Mit der Stadt verbundene Persönlichkeiten
- Nikolai Leskow (1831–1895), Schriftsteller

## Städtepartnerschaften
Orjol listet folgende Partnerstädte auf:
| Stadt             | Land                     | seit | Typ                      |
| ----------------- | ------------------------ | ---- | ------------------------ |
| Brest             | Belarus                  | 1997 |                          |
| Budweis           | Čechy, Tschechien        | 2012 | Partnerstadt             |
| Kaluga            | Zentralny, Russland      | 2003 | Kooperationsvereinbarung |
| Kolpino           | Sewero-Sapadny, Russland | 2010 | Kooperationsvereinbarung |
| Maribor           | Štajerska, Slowenien     | 2017 | Kooperationsvereinbarung |
| Mary              | Turkmenistan             | 2017 |                          |
| Nokia             | Pirkanmaa, Finnland      | 1967 |                          |
| Novi Sad          | Vojvodina, Serbien       | 2017 | Kooperationsvereinbarung |
| Nowosibirsk       | Sibirien, Russland       | 2014 | Kooperationsvereinbarung |
| Offenbach am Main | Hessen, Deutschland      | 1988 | Kooperationsvereinbarung |
| Pensa             | Wolga, Russland          | 2018 | Kooperationsvereinbarung |
| Rajon Wolokolamsk | Zentralny, Russland      | 2014 | Kooperationsvereinbarung |
| Rasgrad           | Bulgarien                | 2016 | Kooperationsvereinbarung |
| Schodsina         | Minsk, Belarus           | 2016 | Kooperationsvereinbarung |